# VBulletin
vBulletin (vB) – popularny komercyjny skrypt internetowego forum dyskusyjnego. Oprócz typowej funkcji forum dyskusyjnego skrypt używany jest również na stronach firm w celu zbierania komentarzy na temat działań i produktów.

## Panel administratora
Skrypt posiada rozbudowany panel administracyjny do konfigurowania różnych sekcji forum: grup, użytkowników, forów, uprawnień, klasyfikacji, ogłoszeń, stylów, języków, kalendarza, załączników, prefiksów tematów, ostrzeżeń/rang/tytułów/albumów użytkowników, emotikon, BB Code, avatarów, kanałów RSS, zadań cron (zaplanowanych zadań). vBulletin posiada możliwość instalacji modyfikacji, dostępnych za darmo na oficjalnym forum modyfikacji vBulletin.

## Integracja z Facebookiem
vBulletin jako pierwsze oprogramowanie forów społecznościowych na świecie wydało zaawansowaną aplikację pozwalającą na pełną integrację forum z platformą Facebook. Aplikacja, poza uproszczoną rejestracją i udostępnianiem treści forum dla znajomych, pozwala na całościowe przeglądanie i udzielanie się na forum, nie opuszczając strony Facebooka.

## Aplikacje mobilne
Od 2010 roku każdy właściciel forum opartym na vBulletin ma możliwość (za dodatkową opłatą) uruchomienia mobilnej wersji swojego forum jako osobnej aplikacji.
Usługa dostępna jest dla systemów iOS oraz Android.

## Koszty i typy licencji
Istnieją dwa typy licencji na dwa różne pakiety produktów:
- Licencja vBulletin Forums (koszt 195 USD). W pakiecie zawiera się:
  - forum vBulletin

- Licencja vBulletin Publishing Suite (koszt 285 USD). W pakiecie zawiera się:
  - forum vBulletin
  - vBulletin CMS
  - vBulletin Blog

Żadna z licencji nie jest wykupowana na konkretny okres, ale na daną wersję (np. vBulletin 4.x). Istnieje również możliwość zakupu licencji w innych walutach (euro oraz funt brytyjski).

## Polskie tłumaczenie
Skrypt posiada pełne tłumaczenie na język polski od strony użytkownika oraz panelu administratora. Tłumaczenie jest stale rozwijane.